# Jacob Reynolds
Jacob Reynolds (St. Petersburg, 13 maggio 1983) è un attore statunitense.
È noto soprattutto per aver interpretato il protagonista del film Gummo di Harmony Korine.

## Biografia
Nato a St. Petersburg, in Florida, Reynolds ha iniziato a recitare all'età di quattro anni in pubblicità televisive. Nel 1994 è apparso nel lungometraggio Morti di salute di Alan Parker, interpretando un giovane George Kellogg in vari flashback. Nel 1997 ha acquisito notorietà interpretando il ruolo del protagonista Solomon nel film Gummo di Harmony Korine. Nel 2007 è apparso nel film indipendente di Chris Fuller Loren Cass, mentre nel 2012 ha recitato nel film The Aggression Scale di Steven C. Miller, al fianco di Derek Mears.

## Filmografia
- Cercasi superstar (Life with Mikey), regia di James Lapine (1993)
- Morti di salute (The Road to Wellville), regia di Alan Parker (1994)
- Gummo, regia di Harmony Korine (1997)
- Safe Men, regia di John Hamburg (1998)
- Getting to Know You - Cominciando a conoscerti (Getting to Know You), regia di Lisanne Skyler (1999)
- Gioco d'amore (For Love of the Game), regia di Sam Raimi (1999)
- Voodoo Doll, regia di Roberto Minervini (2005) - cortometraggio
- Life on the Ledge, regia di Lewis Helfer (2005)
- December Ends, regia di Lee Toland Krieger (2006)
- Loren Cass, regia di Chris Fuller (2006)
- So Many Happy Memories, regia di Thomas Rotenberg (2008) - cortometraggio
- The Blind, regia di Nathan Silver (2009)
- Terracotta, regia di San Banarje (2009) - cortometraggio
- Two Years, regia di Thomas Rotenberg (2010) - cortometraggio
- All One Moment, regia di Thomas Rotenberg (2011)
- The Aggression Scale, regia di Steven C. Miller (2012)
- Pumphandle USA, regia di Larry E Bomgardner (2013) - cortometraggio
- Glamarus, regia di Dylan Greenberg (2014)